# Budiměřice
Budiměřice (německy Budimierschitz) jsou obec v okrese Nymburk ve Středočeském kraji. Je součástí Mikroregionu Svatojiřský les. Leží asi pět kilometrů východně od Nymburka. Žije zde 656 obyvatel a jejich katastrální území má rozlohu 802 hektarů.

## Historie
První písemná zmínka o obci pochází z roku 1374.
Ve vsi Budiměřice (412 obyvatel, katol. kostel) byly v roce 1932 evidovány tyto živnosti a obchody: hostinec, kolář, kovář, sadař, 2 obchody se smíšeným zbožím, spořitelní a záložní spolek pro Budiměřice a Šlotavu, trafika.
Ve vsi Šlotava (281 obyvatel, samostatná ves se později stala součástí Budiměřic) byly v roce 1932 evidovány tyto živnosti a obchody: sušárna čekanky, hostinec, jednatelství, kovář, 6 rolníků, obchod se smíšeným zbožím.

## Obyvatelstvo
| Rok            | 1869 | 1880 | 1890 | 1900 | 1910 | 1921 | 1930 | 1950 | 1961 | 1970 | 1980 | 1991 | 2001 | 2011 | 2021 |
| -------------- | ---- | ---- | ---- | ---- | ---- | ---- | ---- | ---- | ---- | ---- | ---- | ---- | ---- | ---- | ---- |
| Počet obyvatel | 572  | 667  | 786  | 868  | 978  | 961  | 913  | 687  | 663  | 654  | 621  | 536  | 558  | 600  | 628  |
| Počet domů     | 78   | 93   | 104  | 113  | 143  | 164  | 200  | 208  | 194  | 196  | 188  | 218  | 227  | 247  | 255  |

## Obecní správa

### Územněsprávní začlenění
Dějiny územněsprávního začleňování zahrnují období od roku 1850 do současnosti. V chronologickém přehledu je uvedena územně administrativní příslušnost obce v roce, kdy ke změně došlo:
- 1850 země česká, kraj Jičín, politický i soudní okres Nymburk[8]
- 1855 země česká, kraj Mladá Boleslav, soudní okres Nymburk
- 1868 země česká, politický okres Poděbrady, soudní okres Nymburk
- 1936 země česká, politický i soudní okres Nymburk[9]
- 1939 země česká, Oberlandrat Kolín, politický i soudní okres Nymburk[10]
- 1942 země česká, Oberlandrat Hradec Králové, politický i soudní okres Nymburk[11]
- 1945 země česká, správní i soudní okres Nymburk[12]
- 1949 Pražský kraj, okres Nymburk[13]
- 1960 Středočeský kraj, okres Nymburk
- 2003 Středočeský kraj, okres Nymburk, obec s rozšířenou působností Nymburk

### Části obce
- Budiměřice
- Rašovice
- Šlotava

## Doprava
Dopravní síť
- Pozemní komunikace – Obcí prochází silnice II/330 Sadská - Nymburk - Činěves.

- Železnice – Železniční trať ani stanice na území obce nejsou.

Veřejná doprava 2024
- Autobusová doprava – V obci měly zastávky příměstské autobusové linky 541 Nymburk-Městec Králové-(Dlouhopolsko) (v pracovních dnech 12 spojů směr Městec, 12 spojů směr Nymburk), 673 Nymburk-Křinec (v pracovních dnech 8 spojů směr Křinec, 10 spojů směr Nymburk, o víkendu 2 spoje v každém směru) a 674 Nymburk-Křinec-Rožďalovice (v pracovních dnech 9 spojů směr Rožďalovice, 8 spojů směr Nymburk) (dopravce Okresní autobusová doprava Kolín, s. r. o.).

Obcí prochází základní nivelační přímka pro celou ČR Babín-Dymokury, z této se určuje nadmořská výška pro velmi přesné určení nadmořské výšky jednotlivých bodů na zbytku republiky.

## Pamětihodnosti
- Kostel svatého Prokopa

## Galerie

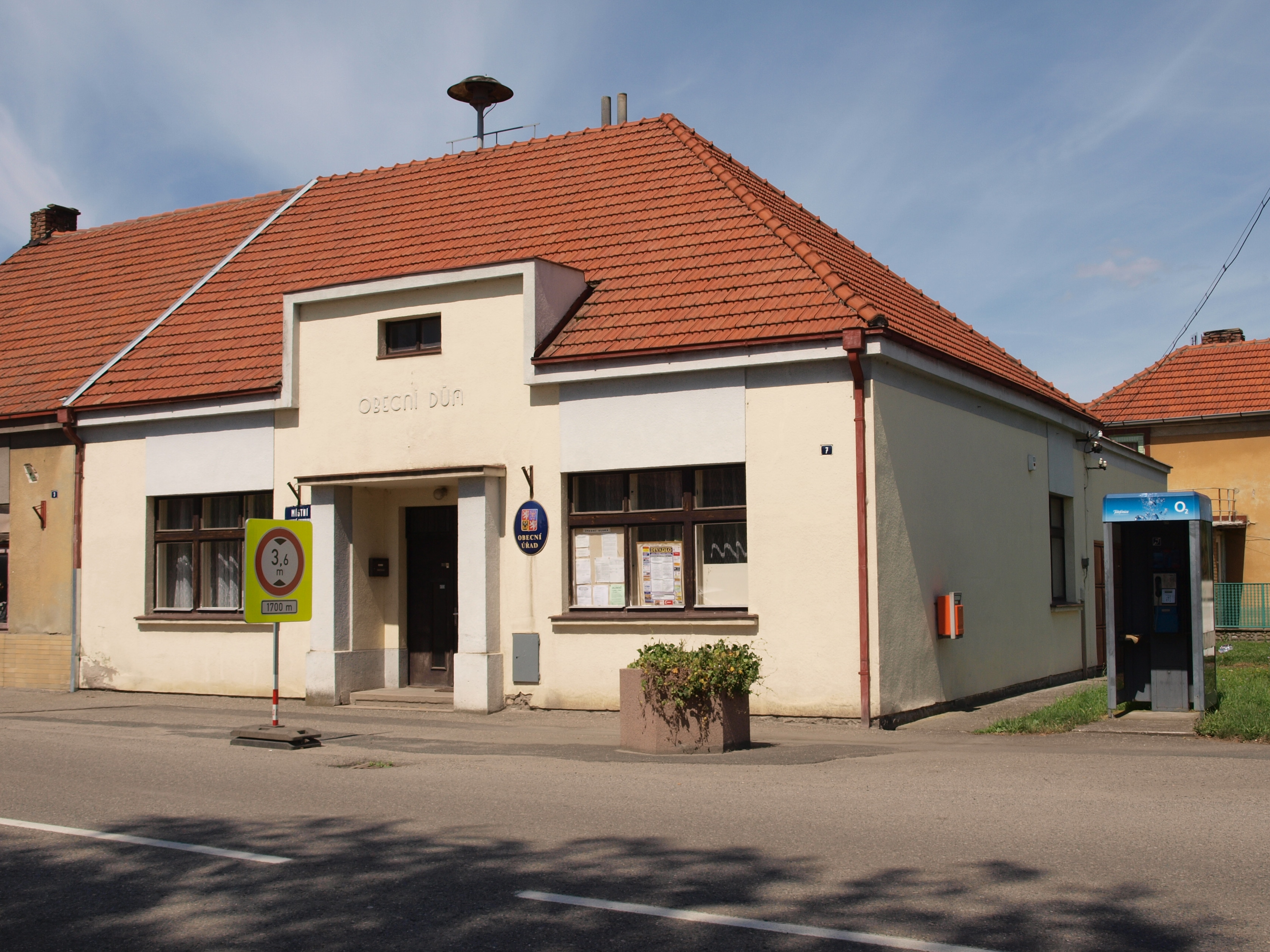
Obecní úřad
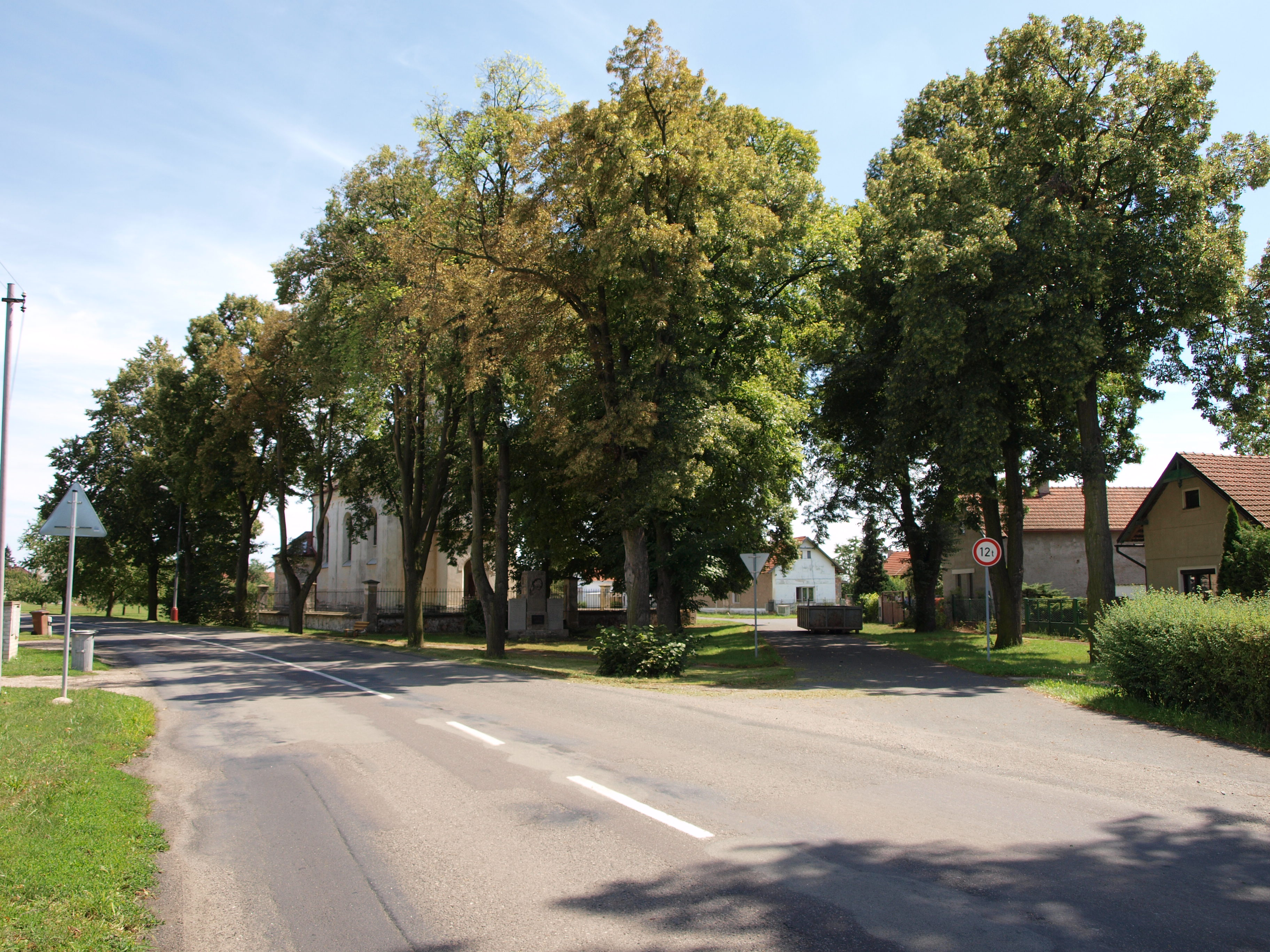
Náves s kostelem
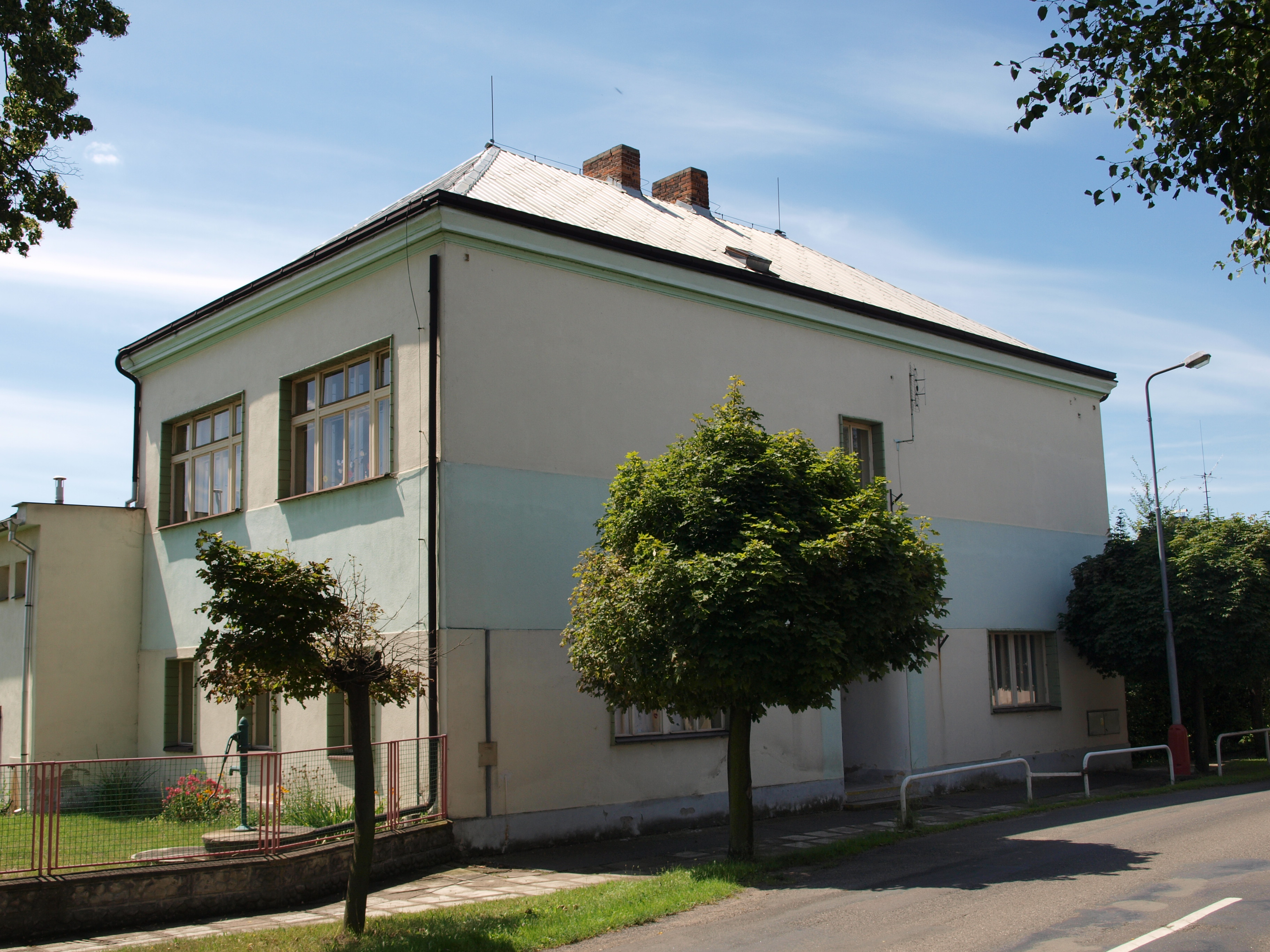
Základní škola